# Landdagverkiezingen in Vorarlberg 2014
De negentiende landdagverkiezingen in de deelstaat Vorarlberg van 2014 vonden op 21 september van dat jaar plaats. De verkiezingen werden gewonnen door de Vorarlberger Volkspartei (VVP) - een afdeling van de federale Österreichische Volkspartei (ÖVP). De VPV bleef de grootste partij, maar had wel een nederlaag geleden. Grote winnaars waren Die Grünen Vorarlberg (GRÜNEN).
| Partij | Partij                                       | Percentage | Zetels | Verschil |
| ------ | -------------------------------------------- | ---------- | ------ | -------- |
|        | Vorarlberger Volkspartei (VPV)               | 41,97%     | 16     | 4        |
|        | Vorarlberger Freiheitliche (FPV)             | 23,42%     | 9      | 0        |
|        | Sozialdemokratische Partei Österreichs (SPÖ) | 8,77%      | 3      | 0        |
|        | Die Grünen Vorarlberg (GRÜNE)                | 17,14%     | 6      | 2        |
|        | NEOS Vorarlberg (NEOS)                       | 6,89%      | 2      | 2        |
|        | Overige partijen                             | 1,99%      | 0      | —        |
|        |                                              |            | 36     |          |